# Warner Bros.
Warner Bros. Entertainment, Inc. (pogosto imenovano kar kot Warner Bros. ali kratko WB) je ena največjih svetovnih produkcijskih in distribucijskih hiš za film in televizijo s sedežem v Burbanku, Kalifornija, ZDA, ki si ga lasti AT&T. O postopku prevzema glej: AT&T in prevzem Time Warner-ja.
Podjetje so leta 1918 ustanovili bratje Warner, poljski imigranti, in je danes tretji najstarejši filmski studio z neprekinjenim delovanjem v Hollywoodu. Studio velja za prestižnega tekmeca v skupini Velikih šest.
Studio je eden izmed ustanovnih članov neodvisnega ameriškega filmskega združenja (Motion Pictures Association of America - MPAA), ki velja za protiutež svetovnim regulatorjem na področju filmske kulture in distribucije. Organizacija je poznana tudi po lobiranju predvsem v Ameriškem kongresu in Evropskem parlamentu, ter Komisiji.

## Dejavnosti
Warner Bros. ima veliko mrežo sestrskih podjetij in divizij znotraj matičnega podjetja, trenutno se mednje uvrščajo tako filmski Warner Bros. Pictures, kot Turner Entertainment Co., Warner Bros. Interactive Entertainment, Warner Bros. Television, Warner Bros. Animation, Warner Bros. Family Entertainment, Warner Animation Group, Warner Bros. Digital Networks, Warner Bros. Consumer Products, Warner Bros. Theater Ventures, Warner Bros. Studio Facilities, Flagship Entertainment (49%), Warner Home Video, New Line Cinema, Castle Rock Entertainment, DC Films in DC Entertainment. Warner Bros. si lasti tudi polovico televizijske mreže CW (nekdaj poznane kot WB TV).
17. novembra 2016 je Time Warner, Inc. prek sestrskega podjetja Warner Bros. Entertainment, Inc. javno najavil, da je kupil in pod svoje okrilje prevzel Machinima, Inc., podjetje, ki se ukvarja s produkcijo video igric. Podjetje zdaj deluje pod divizijo Warner Bros. Digital Networks.

### Obseg podjetja
Warner Bros. je po zadnjih podatkih iz leta 2016 edini hollywoodski filmski studio, ki od leta 2000 naprej - vsako leto - dosega vsaj 1 milijardo prihodkov iz prodaje kinovstopnic (gledano na teritorije iz ZDA/Kanade) in že 10. leto zaporedoma 3 milijarde iz naslova mednarodnih teritorijev. Leto 2016 je bilo tudi že 16. zaporedno leto, ko je Warner držal svojo prvo pozicijo pri domači prodaji (DVD/Blu-ray), z deležem 17-ih odstotkov.
Knjižnica studia v njegovi zgodovini obsega vse tja do 7.500 celovečernih filmov in 4.500 televizijskih oddaj, ki skupaj štejejo na desetine tisoč epizod in trajajo okoli 80.000 ur.
Podjetje ima svoje pisarne podružnice v več kot 30 državah, filme pa razširja v več kot 120 držav po vsem svetu. Svoje serije pa distribuira v več kot 175 držav, sinhronizirane v več kot 40 jezikov. Za leto 2017 načrtuje tudi izdajo vsaj 6 računalniških igric (divizija Warner Bros. Interactive Entertainment).

#### Filmska divizija
Tržni delež filmske divizije Warner Bros. Pictures z dne 22.10.2017 znaša 20.3%, kar WB uvršča na prvo mesto, sledi mu Universal Pictures (Comcast, divizija NBCUniversal -Filmed Entertainment Group) s 16.6%, na tretjem mestu je Walt Disney Studios Motion Pictures (The Walt Disney Company, divizija The Walt Disney Studios), ki ima 16.3% tržni delež, četrto mesto pripada 20th Century Fox (21st Century Fox, divizija Fox Entertainment Group) (12.9%), sledi Columbia Pictures (Sony, divizija Sony Pictures Motion Picture Group podjetja Sony Pictures Entertainment Inc.) z 9.4%, Lionsgate (Lions Gate Entertainment Corporation, divizija Lionsgate Films) (8.1%) in Paramount Pictures (National Amusements-Viacom, divizija Paramount Pictures Corporation) (4.7%).
Trenutno se v kinematografih prikazujejo naslednji filmski naslovi: The Nun, The Meg in Crazy Rich Asians.
Film Chicken Soup for the Soul je bil že drugič prestavljen na nedoločen datum izida. Junglebook: Origins je bil prestavljen na nedoločen datum izida.
V letu 2018 pa lahko v kinematografih pričakujemo izdajo nekaterih naslednjih naslovov: A Star is Born, Aquaman, Smallfoot in Fantastic Beasts: The Crimes of Grindelwald (posodobljeno 16. septembra 2018).
Za leto 2019 WB namerava realizirati The LEGO Movie 2, Godzilla 2, Minecraft, IT: Chapter 2 in Wonder Woman 2. V letu 2020 pa tudi Godzilla vs. Kong. V razvojni fazi so trenutno tudi Friday the 13th (Part 2), Mean Moms, The Joker in kar nekaj animiranih filmov, med drugim Scooby, po animirani televizijski seriji ''Scooby Doo, Where Are You!''
Divizija letno sproducira od 18-22 celovečernih filmov (mednje niso šteti filmi sestrskih podjetij in televizijski celovečerci).

#### Televizijska divizija
V redni produkciji in/ali distribuciji so med drugim naslednji televizijski projekti: 2 Broke Girls, The Big Bang Theory in Mom za CBS; The Middle za ABC in Blindspot za NBC; Gotham in Lucifer za FOX; in 9 dramskih serij za CW: The 100, Arrow, DC’s Legends of Tomorrow, The Flash, iZOMBIE, The Originals, Supergirl, Supernatural in The Vampire Diaries.
Med drugim producirajo tudi nove serije: Time After Time za ABC, Training Day za CBS, Lethal Weapon za FOX in Frequency in Riverdale za CW in komične serije Powerless in Trial & Error za NBC, ter The Leftovers in Westworld za HBO, Major Crimes za TNT, Roadies in Shameless za Showtime in Gilmore Girls za Netflix.
Divizija letno sproducira več kot 70 igranih TV serij bodisi za svoje naročnike bodisi v svoji režiji.

## Distribucija na teritoriju Republike Slovenije
Ekskluzivne distribucijske pravice na področju Republike Slovenije za kinematografsko prikazovanje ima podjetje Blitz Film & Video Distribution, d.o.o., ki za Warner Bros. Entertainment v državo prinaša aktualne filmske naslove, občasno pa jih izda tudi na DVD/Blu-ray nosilcih za katera ima prav tako pravico do razširjanja.

## Fizični studio v Burbanku (Los Angeles) - v številkah
- Fizični studio je na skoraj 58 hektarjih površine,
- ima enega največjih vodnih rezervoarjev na svetu (zadržuje lahko okoli 7,6 milijona litrov vode),
- Ima 12 vhodov,
- več tisoč parkirnih mest (vključujoč s poslovno zgradbo),
- več kot 35 ločenih studiev,
- umetno zgrajene imitacije ulic New Yorka, podeželja in predmestja,
- več kot 175 montažnih sob,
- 6 ADR tonskih studiev,
- 2 Foley tonska studia,
- 18 avdio studiev,
- ogromne hale in prostore (arhiv), kjer hranijo kostume, rekvizite, grajene scene in objekte s filmov, tehnično in filmsko opremo za video, svetlobo, zvok, transportni prostori vključujoč z avtomobili s filmov,
- studio ima tudi lastne laboratorije za razvoj slike, zvoka in razvoj opreme,
- produkcijske pisarne za filmske in televizijske produkcije,
- animacijski in grafični studii,
- 8 kinodvoran od takih s 24 sedeži, do največje s 516 sedeži,
- več orkestrskih studiev.[12]

## Produkcijska sodelovanja
Aktivna produkcijska sodelovanja (od marca 2014)
- Alcon Entertainment [14]
- Appian Way Productions
- Berlanti Productions (2010–)
- Carousel Productions (2013–)
- Cruel and Unusual Films
- Heyday Films
- J.W. Productions (2001–2016)
- Langley Park Productions (2011–)[14]
- Life's Too Short
- Malpaso Productions[14]
- T&B Productions (2014–2016)
  - Green Hat Films (2005–2014)
  - 22nd & Indiana Pictures (2012–2014) [15]
- Lin Pictures (2011–)[14]
- Pearl Street Films (2011–) [14]
- RatPac-Dune Entertainment (2014–)[16]
- Team Downey[14]
- Vertigo Entertainment (bivši RL2 Films)
- Village Roadshow Pictures (1992–)[14]

Pretekla produkcijska sodelovanja
- Legendary Pictures (2005–2014)[17]
- Offspring Entertainment (2011, sodelovanje z novim lastnikom prek sodelovanja z New Line)[14]
- Silver Pictures (1987–2012)
- The Zanuck Company (1989–2012)

## Najvišji zaslužki filmov iz kinoblagajn v ZDA
| Pozicija | Naslov                                      | Leto | v ZDA (neto) | Opombe                                                                                     |
| -------- | ------------------------------------------- | ---- | ------------ | ------------------------------------------------------------------------------------------ |
| 1        | The Dark Knight                             | 2008 | $534,967,647 |                                                                                            |
| 2        | The Dark Knight Rises                       | 2012 | $448,768,456 |                                                                                            |
| 3        | Wonder Woman                                | 2017 | $412,080,447 |                                                                                            |
| 4        | Harry Potter and the Deathly Hallows Part 2 | 2011 | $381,011,219 |                                                                                            |
| 5        | American Sniper                             | 2014 | $350,126,372 |                                                                                            |
| 6        | Batman v Superman: Dawn of Justice          | 2016 | $330,360,194 |                                                                                            |
| 7        | Suicide Squad                               | 2016 | $325,100,054 |                                                                                            |
| 8        | Harry Potter and the Philosopher's Stone    | 2001 | $317,575,550 |                                                                                            |
| 9        | It                                          | 2017 | $305,250,480 |                                                                                            |
| 10       | The Hobbit: An Unexpected Journey 1         | 2012 | $303,003,568 | deljeno lastništvo z New Line Cinema in Metro-Goldwyn-Mayer Pictures (filmski producenti). |
| 11       | Harry Potter and the Half-Blood Prince      | 2009 | $301,959,197 |                                                                                            |
| 12       | Harry Potter and the Deathly Hallows Part 1 | 2010 | $295,983,305 |                                                                                            |
| 13       | Inception                                   | 2010 | $292,576,195 |                                                                                            |
| 14       | Harry Potter and the Order of the Phoenix   | 2007 | $292,004,738 |                                                                                            |
| 15       | Man of Steel                                | 2013 | $291,045,518 |                                                                                            |
| 16       | Harry Potter and the Goblet of Fire         | 2005 | $290,013,036 |                                                                                            |
| 17       | The Matrix Reloaded                         | 2003 | $281,576,461 |                                                                                            |
| 18       | The Hangover                                | 2009 | $277,322,503 |                                                                                            |
| 19       | Gravity                                     | 2013 | $274,092,705 |                                                                                            |
| 20       | Harry Potter and the Chamber of Secrets     | 2002 | $261,988,482 |                                                                                            |
| 21       | The Hobbit: The Desolation of Smaug 1       | 2013 | $258,366,855 | deljeno lastništvo z New Line Cinema in Metro-Goldwyn-Mayer Pictures (filmski producenti). |
| 22       | The Lego Movie                              | 2014 | $257,760,692 |                                                                                            |
| 23       | I Am Legend                                 | 2007 | $256,393,010 |                                                                                            |
| 24       | The Blind Side                              | 2009 | $255,959,475 |                                                                                            |
| 25       | The Hobbit: The Battle of the Five Armies 1 | 2014 | $255,119,788 | deljeno lastništvo z New Line Cinema in Metro-Goldwyn-Mayer Pictures (filmski producenti)  |

- Vključujoč ponovne distribucije (npr. praznovanje obletnic, popravki napak, izid v 3D tehnologiji ipd.).
- *Zaslužki kino-blagajn so izkaz neto vrednosti zgolj v ZDA in to pred uradnim deljenjem prihodka med distributerjem (studiom) in prikazovalcem (kinematografom).
- Inflacija ni vračunana v tabelo.

Posodobljeno 14.10.2017; Vir:

## Filmske serije
| Naslov                           | Datum izida           | Opombe |
| -------------------------------- | --------------------- | --- |
| Gold Diggers                     | 1923–1938             | |
| Dirty Harry                      | 1971–1988             | |
| Superman                         | 1978–2006             | |
| Mad Max                          | 1979–danes            | koprodukcija s Kennedy Miller Mitchell.                                                                                                |
| National Lampoon's Vacation      | 1983–2015             | |
| Police Academy                   | 1984–1994             | |
| A Nightmare on Elm Street        | 1984–2010             | koprodukcija s Smart Egg Pictures. |
| Lethal Weapon                    | 1987–1998             | koprodukcija s Silver Pictures. |
| Batman                           | 1989–1997             | koprodukcija s PolyGram Filmed Entertainment.                                                                                          |
| Teenage Mutant Ninja Turtles     | 1990–2007             | Golden Harvest, Mirage Studios in Imagi Animation Studios.                                                                             |
| Free Willy                       | 1993–2010             | koprodukcija z Regency Enterprises in Warner Premiere.                                                                                 |
| Dumb and Dumber                  | 1994–2014             | koprodukcija s Conundrum Entertainment                                                                                                 |
| Mortal Kombat                    | 1995–danes            | koprodukcija z New Line Cinema. |
| Rush Hour                        | 1998–danes            | koprodukcija z New Line Cinema |
| The Matrix                       | 1999–2003             | koprodukcija z Roadshow Entertainment, Village Roadshow Pictures, Silver Pictures in Fuse Global.                                      |
| Ocean's                          | 2001–2007             | koprodukcija z Jerry Weintraub Productions, Section Eight Productions in Village Roadshow Pictures.                                    |
| Harry Potter                     | 2001–2011; 2014-danes | koprodukcija s Heyday Films. |
| Scooby-Doo                       | 2002–danes            | koprodukcija z Mosaic Media Group |
| The Dark Knight Trilogy          | 2005–2012             | koprodukcija z DC Entertainment, Legendary Pictures in Syncopy Inc.                                                                    |
| The Hangover Trilogy             | 2009–2013             | koprodukcija z Legendary Pictures in Green Hat Films                                                                                   |
| The Hobbit Trilogy               | 2012–2014             | koprodukcija z New Line Cinema, Metro-Goldwyn-Mayer in WingNut Films.                                                                  |
| DC Extended Universe             | 2013–danes            | koprodukcija z DC Entertainment, RatPac Entertainment, Atlas Entertainment in Cruel and Unusual Films.                                 |
| The Lego Movie                   | 2014–danes            | koprodukcija z Village Roadshow Pictures, Lego System A/S, Vertigo Entertainment, Lin Pictures, Animal Logic in Warner Animation Group |
| Godzilla-Kong cinematic universe | 2014–danes            | koprodukcija z Legendary Pictures in Toho.                                                                                             |

## Risanke in risane serije
Looney Tunes & Merrie Melodies
- Pujsek Šunkec (1935)
- Racman Tepko (1937)
- Poskočni Zajček (1940)
- Elmer Fudd (1940)
- Silvester in Tviti (1942-45)
- Pepe Le Pev (1945)
- Kojot in Cestni dirkač (1949)
- Hitri Gonzales (1953)

## Nekatere prepoznavne filmske produkcije
- Seznam filmov Warner Bros. (1918-1999)
- Seznam filmov Warner Bros. (2000 - danes)